# BMW R 12

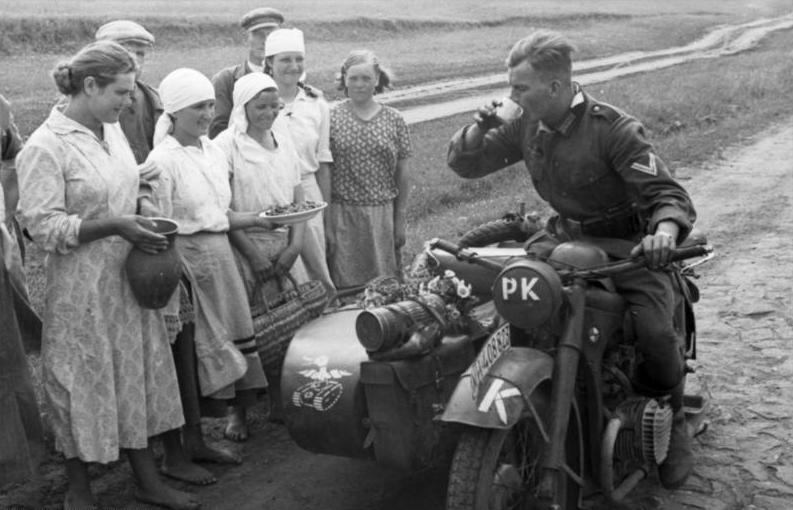
BMW R 12 mit Beiwagen im Einsatz bei der Wehrmacht, Russland, Juli 1941.

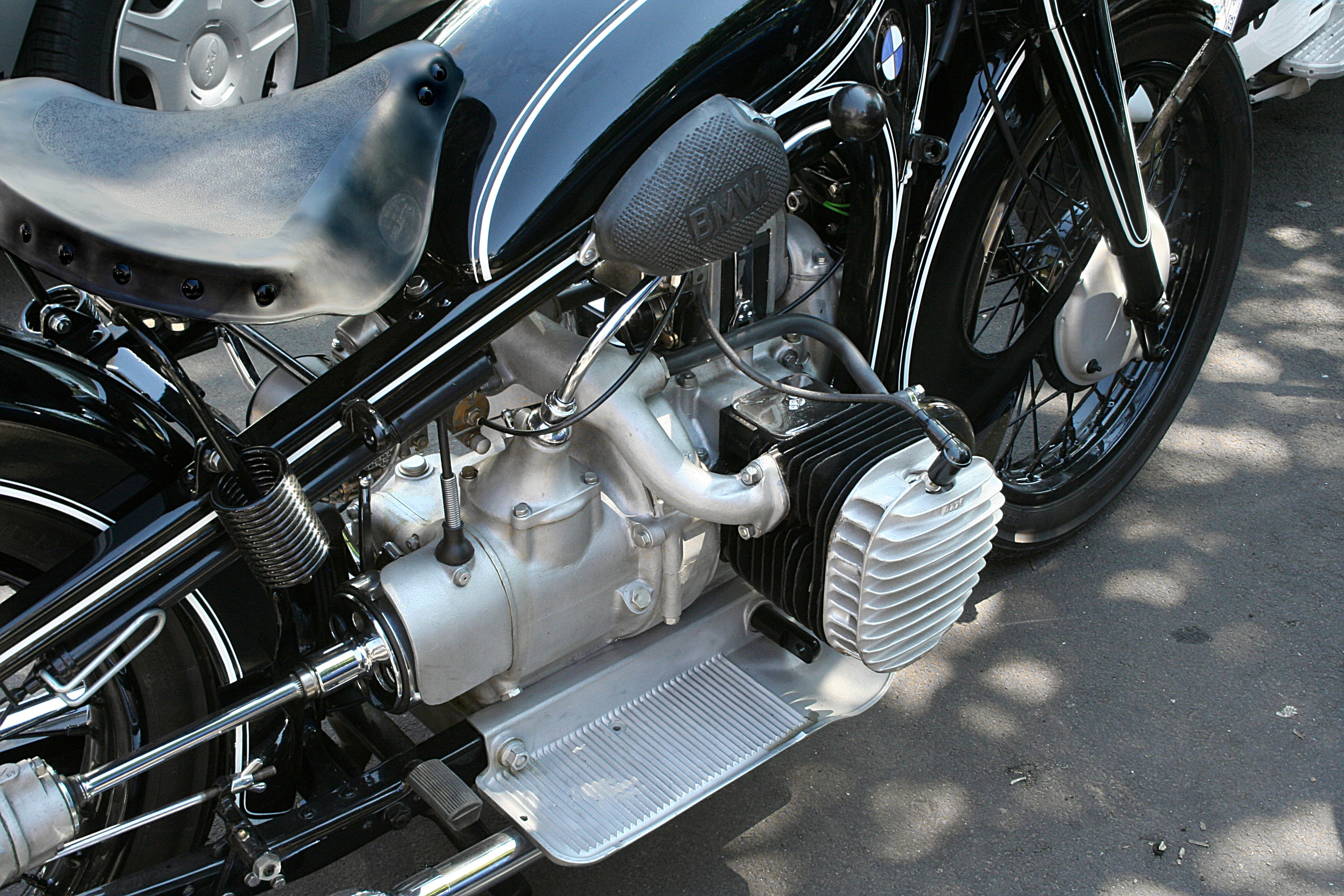
Motor und Antrieb der BMW R 12, Baujahr 1940

Die BMW R 12 war ein Motorrad der Bayerischen Motoren Werke, das 1935 präsentiert wurde und als meistgebautes Vorkriegsmotorrad von BMW gilt. Wegweisend an der R 12 und der gleichzeitig erschienenen BMW R 17 war die erste hydraulisch gedämpfte Teleskopgabel im Motorradbau; sie hatte 88 mm Federweg.

## Geschichte
Am 14. Februar 1935 präsentierte BMW die R 12 gemeinsam mit dem sportlichen Schwestermodell R 17 auf der Deutschen Automobilausstellung in Berlin erstmals der Öffentlichkeit als Nachfolger der R 11. Mit Seitenwagen war die R 12 das Standardgespann der Wehrmacht im Zweiten Weltkrieg, wenn auch weniger bekannt als die BMW R 75. Für den militärischen Einsatz wurde sie nur mit Einvergasermotor geliefert. Bis 1942 wurden 36.000 R 12 in München gebaut.
Obschon es dann mit der R 71 noch eine seitengesteuerte 750er Nachfolgemaschine der R 12 gab, wurde im Militäreinsatz das Modell R 12 vorgezogen. Somit wurden zum Beginn des Zweiten Weltkriegs eine Zeitlang noch drei Seitenventiler-Typen parallel gebaut – die ältere R 12 mit Pressstahlrahmen für den Militäreinsatz, die 600er R 61, und die R 71 mehr für den zivilen Einsatz, beide mit Rohrrahmen.
Diese drei BMW-Modelle des Vorkriegs waren die letzten BMW-Seitenventiler. Bis in die 1980er Jahre gab es dann bei BMW in Motorrädern nur noch OHV-Motoren.

## Technik

### Motor
Der Motor mit der Bezeichnung M 56 S 6 oder 212 war ein längs eingebauter Zweizylinder-Boxer-Viertaktmotor mit stehenden Ventilen. Die R 12 mit zwei Vergasern war mit einer Batteriezündung ausgerüstet, die „Behördenmaschine“ mit der Einvergaseranlage dagegen mit einer Magnetzündung, die unabhängig von der Batterie arbeitete. Für den Einsatz bei der Wehrmacht wurde der Motor von 20 auf 18 PS gedrosselt.

### Antrieb
Die R 12 hatte ein klauengeschaltetes Vierganggetriebe mit Handschaltung am Tank und schrägverzahntem, „geräuschlosem“ vierten Gang; die Antriebswelle verlief auf der rechten Seite des ungefederten Hinterrades.
BMW bezeichnete die Kraftübertragung vom Getriebe zum Hinterrad als „Kardanantrieb“, die Antriebswelle als „Kardanwelle“ und das Getriebegehäuse am Hinterrad als „Kardangehäuse“ – technisch richtig war es lediglich ein Wellenantrieb des Hinterrades, da es keine Kardangelenke gab.

### Fahrwerk und Bremsen
Der Hinterradantrieb wurde mit einer feststehenden Steckachse neu konstruiert, damit waren die Räder austauschbar. Die bisherige Kardanbremse entfiel, stattdessen hatten beide Räder Trommelbremsen.

## Technische Daten
| Kenngröße              | R 12 mit einem Vergaser        | R 12 mit zwei Vergasern        |
| ---------------------- | ------------------------------ | ------------------------------ |
| Bohrung                | 78 mm                          | 78 mm                          |
| Hub                    | 78 mm                          | 78 mm                          |
| Hubraum                | 745 cm³                        | 745 cm³                        |
| Verdichtungsverhältnis | 5,2 : 1                        | 5,2 : 1                        |
| Leistung               | 18 PS (13,2 kW) bei 3400 min−1 | 20 PS (14,7 kW) bei 4000 min−1 |
| Höchstgeschwindigkeit  | 110 km/h                       | 120 km/h                       |
| Leergewicht            | 162 kg                         | 162 kg                         |
| Tankinhalt             | 14 Liter                       | 14 Liter                       |

Für spätere Ausführungen der R 12 mit einem Vergaser gab BMW 18 PS bei 3400 min−1 als Dauerleistung und 20 PS als Höchstleistung bei 4000 min−1 an.

## Die BMW R 12 im Museum

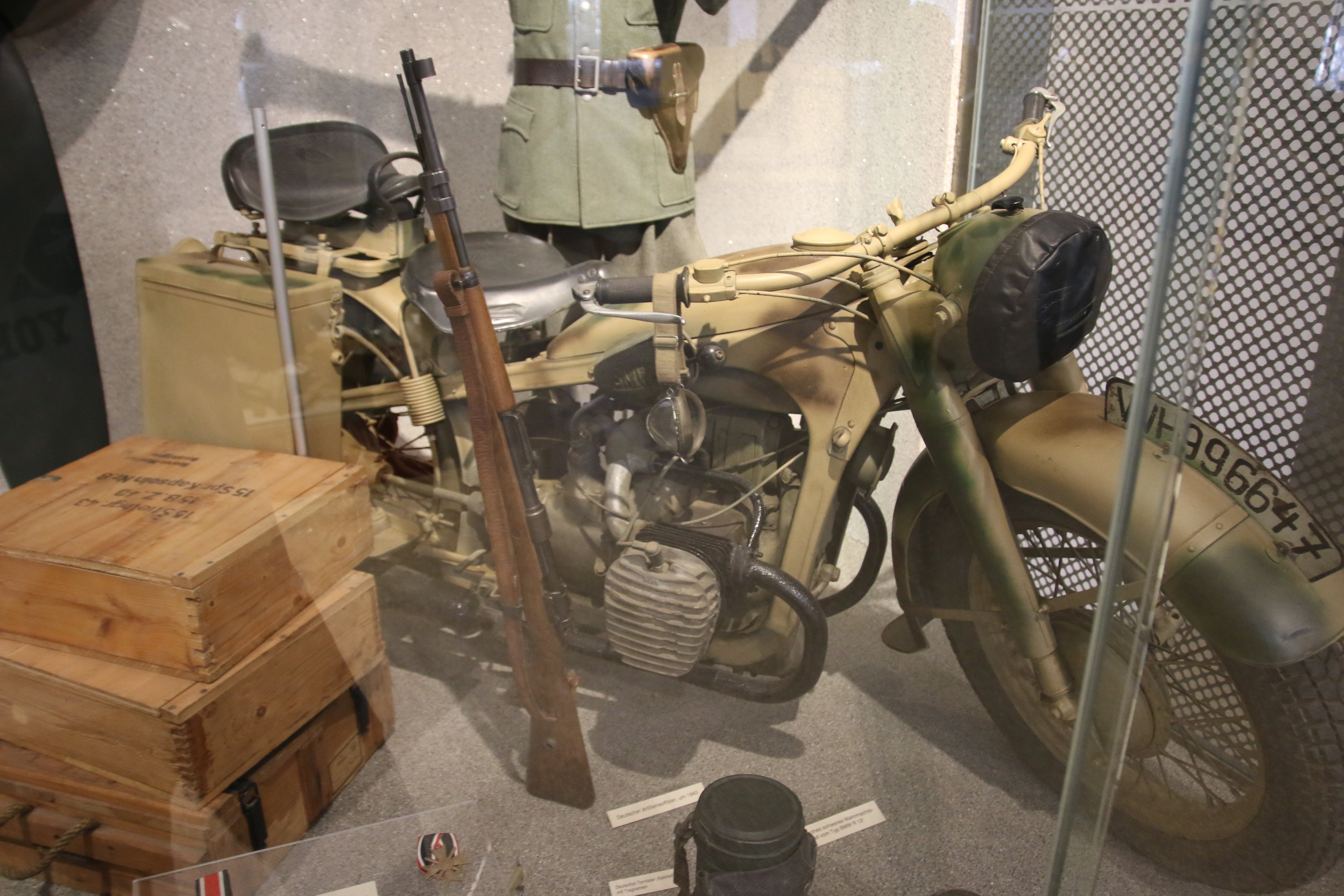
R12 im HGM Wien

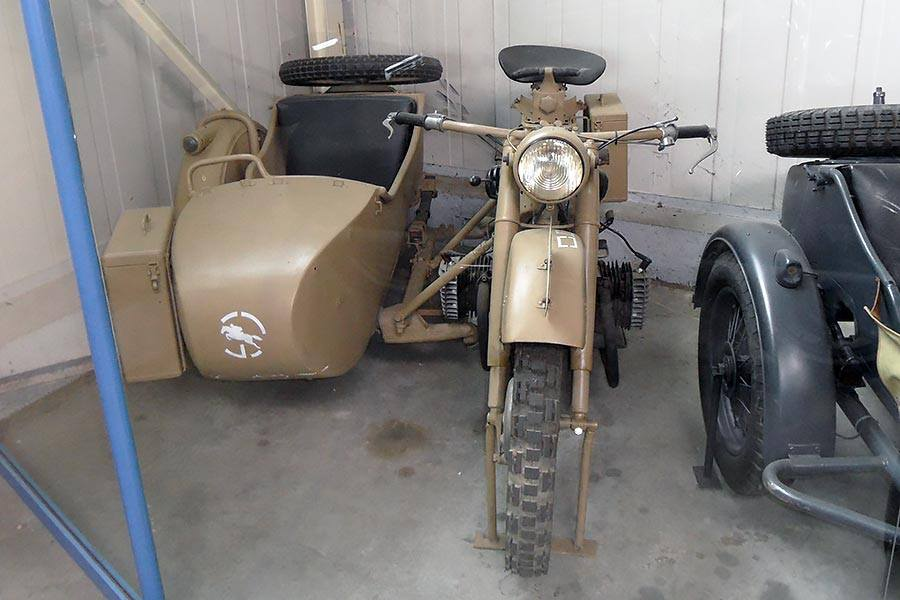
R12 in WTS Koblenz

Im Heeresgeschichtlichen Museum in Wien befindet sich in der Dauerausstellung „Republik und Diktatur“ (Saal VII) eine BMW R 12, die während des Zweiten Weltkrieges in der deutschen Wehrmacht im Einsatz war. Das Motorrad war das Gerät eines Kradmelders, überstand den Krieg und trägt noch den originalen Tarnanstrich.
Ebenso befindet sich ein Kraftrad in der Wehrtechnischen Studiensammlung Koblenz.